# پل ماسون
پل ماسون (به فرانسوی: Paul Masson) ورزشکار مرد رشتهٔ دوچرخه‌سواری اهل کشور فرانسه است. وی در بین سال‌های ‎۱۸۹۶ میلادی در مسابقات بازی‌های المپیک تابستانی در مجموع ۳ مدال طلا را کسب کرد.